# Cuatro
A Cuatro é uma rede de televisão privada espanhola pertencente à Mediaset España. A Cuatro iniciou as suas transmissões no dia 5 de novembro de 2005 com uma solicitação da Sogecable que emitiu desde 1990 o canal pago da Sogecable, o Canal+.

## História
Em fevereiro de 2005, o conselho de administração da Sogecable, proprietária da Canal+ e Digital+, solicita ao Consejo de Ministros a modificação das condições subscritas em 1989 com o governo espanhol.